# Svartvit skogssångare
Svartvit skogssångare (Mniotilta varia) är en nordamerikansk fågel i familjen skogssångare inom ordningen tättingar. Den häckar i södra Kanada och östra USA i löv- eller blandskogar där den unikt klättrar på grenar och trädstammar likt en nötväcka. Vintertid flyttar den till ett område från sydligaste USA till Peru. Fågeln är en mycket sällsynt gäst i Europa, med fynd i bland annat Storbritannien, Island och Norge. Beståndet anses vara livskraftigt.

## Utseende
Svartvit skogssångare gör skäl för sitt namn med brett svartvitbandad fjäderdräkt. Den har även ett vitt ögonbrynsstreck och vitt hjässband centralt på huvudet. Näbben är smal och lång. Könen är lika, men hanen har svart på strupe och bröst. Ung hane är kraftigt svartstreckad på kroppssidan och undre stjärttäckare, ung hona otydligare streckad och med beige anstrykning.

## Läten
Hanen sjunger en tunn och ljus upprepad serie som varar i tre sekunder. Från båda könen hörs ett vasst tjitt eller pitt.

## Utbredning och systematik
Svartvit skogssångare häckar från Kanada till staterna utmed Mexikanska golfen i USA i Nordamerika och övervintrar från Mexiko till Peru samt i Västindien. I Europa är den en sällsynt gäst, huvudsakligen i september och oktober, med ett knappt 20-tal fynd i Storbritannien, fyra fynd på Island, två på Irland och i Spanien (varav ett i Kanarieöarna) samt ett vardera i Norge, Frankrike och Färöarna. Dessutom har ett drygt 20-tal fynd gjorts i Azorerna.
Fågeln placeras som enda art i släktet Mniotilta och behandlas som monotypisk, det vill säga att den inte delas in i några underarter. DNA-studier visar att dess närmaste släktingar troligen är gyllenskogssångaren (Protonotaria citrea) och spetsnäbbad skogssångare (Limnothlypis swainsonii).

## Ekologi
Svartvita skogssångare beter sig mer likt nötväckor än skogssångare när de kryper upp och ner på träd i jakt på insekter, mestadels mal- och fjärilslarver. Den trivs i lövskog eller blandskog, gärna med träd av blandade åldrar. Fågeln häckar på marken i ett skålformat bo som placeras vanligtvis på marken gömt vid ett träds fot, ett stenblock, en låga eller under en buske. Honan lägger en till två kullar med fyra till sex ägg som ruvas i tio till tolv dagar.

## Status och hot
Arten har ett stort utbredningsområde och en stor population med stabil utveckling. Den tros inte heller vara utsatt för ett substantiellt hot. IUCN kategoriserar därför arten som livskraftig (LC). Beståndet uppskattas till 18 miljoner vuxna individer.

## Bilder

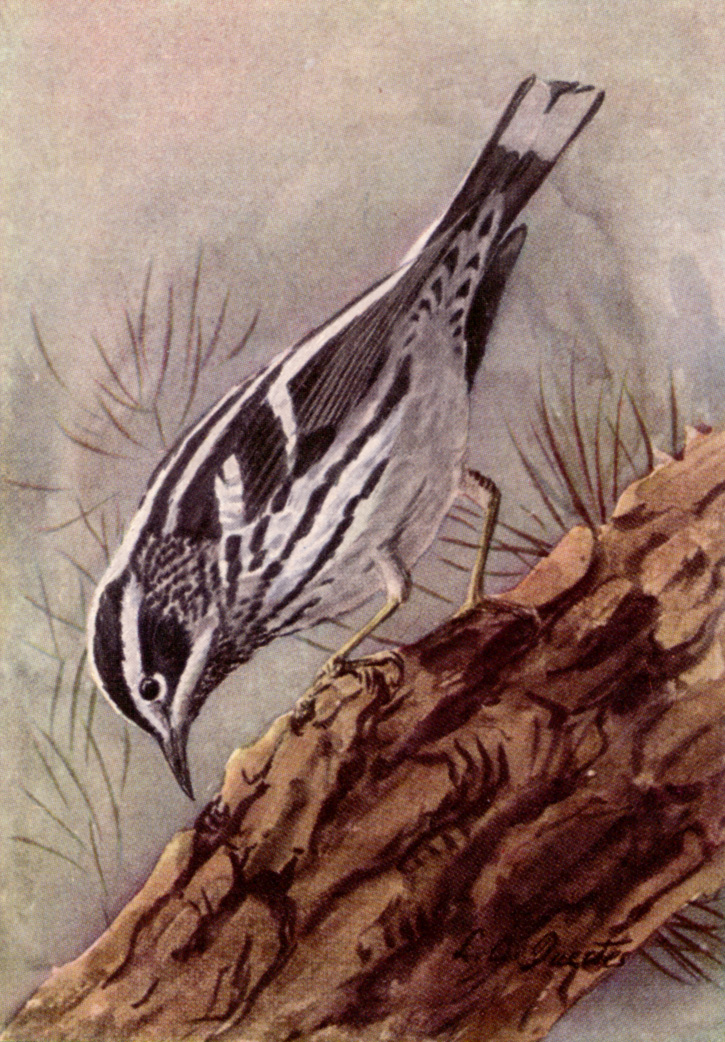
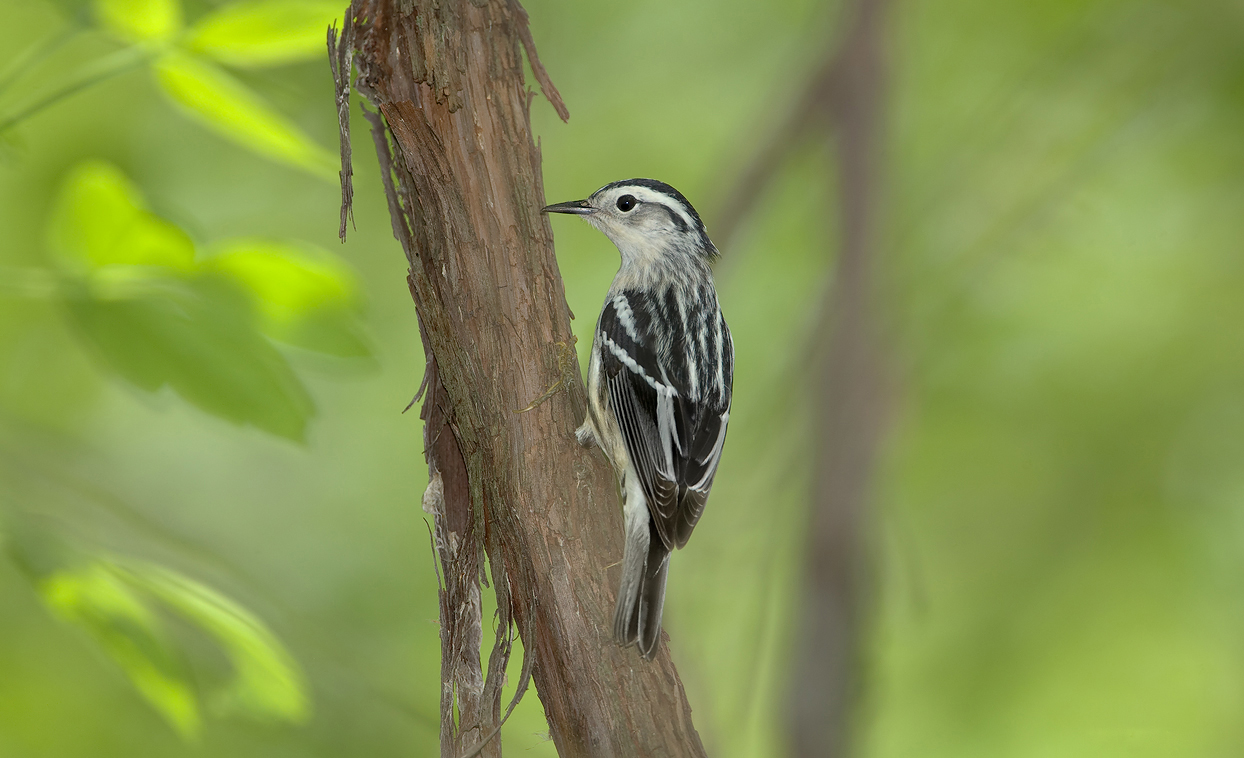
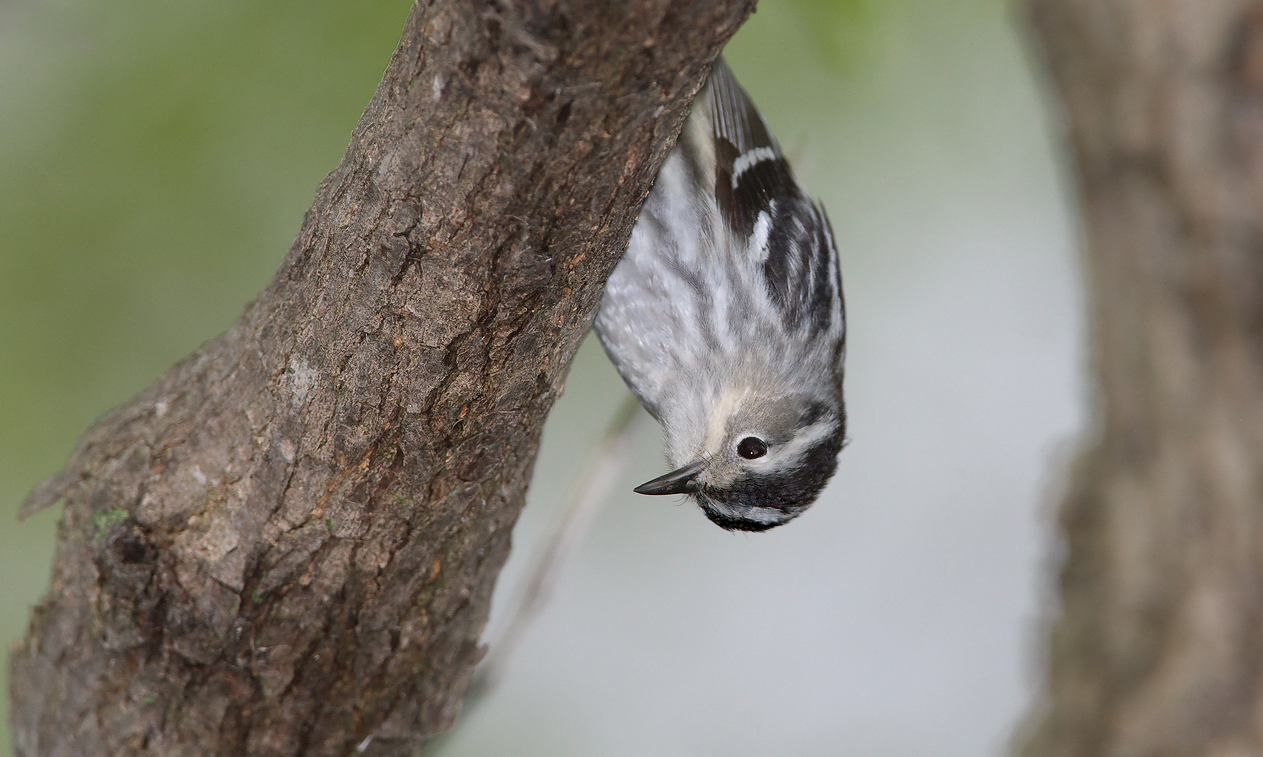
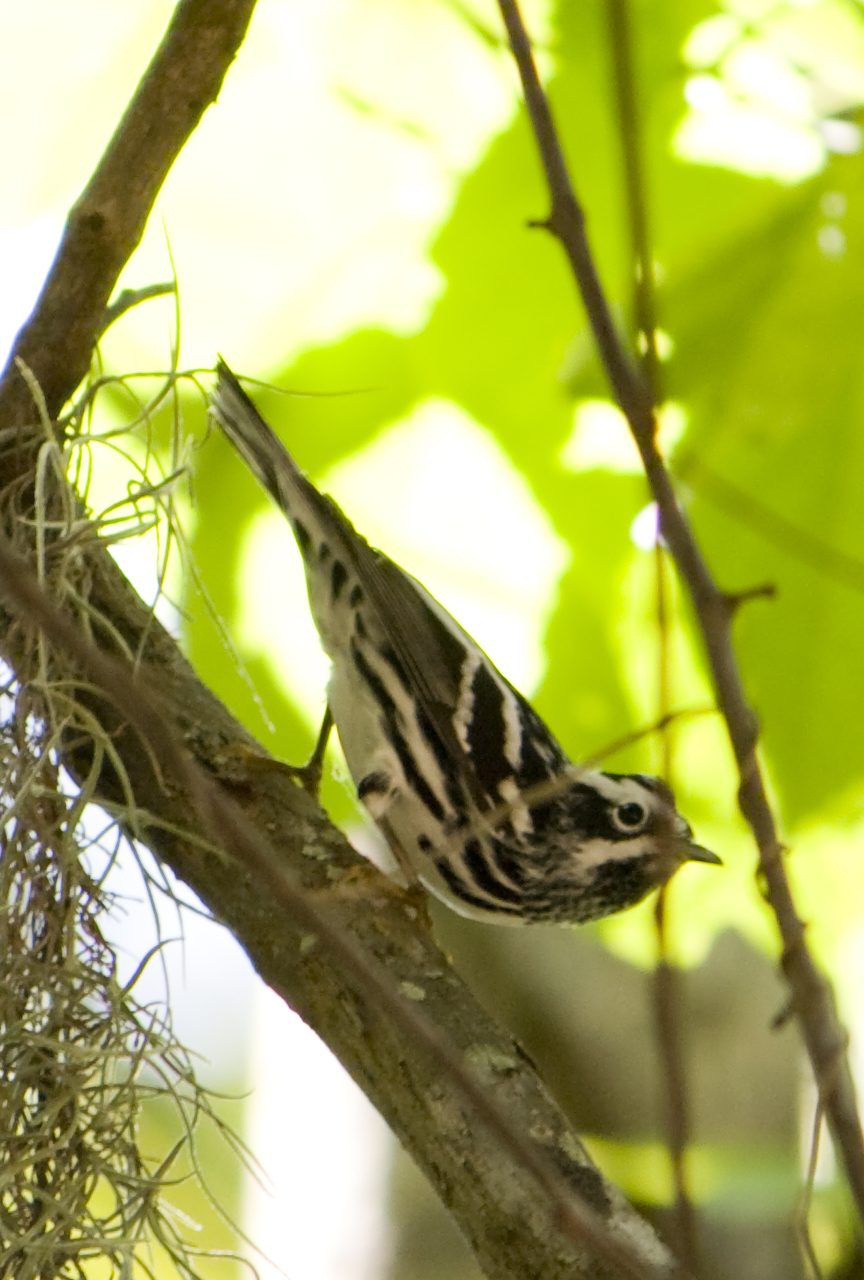
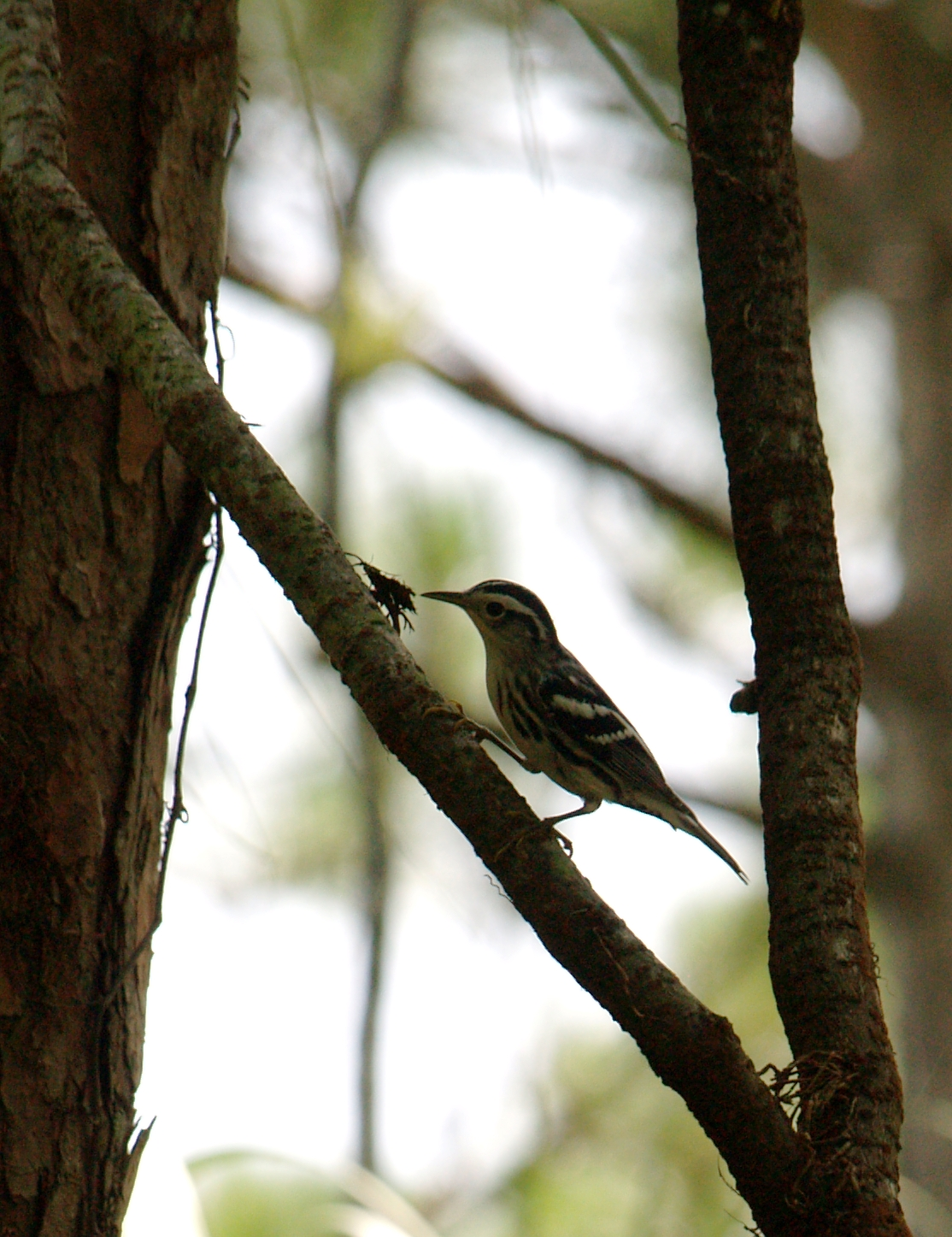